# 7590 Aterui
7590 Aterui (1992 UP4) là một tiểu hành tinh vành đai chính được phát hiện ngày 16 tháng 10 năm 1992 bởi K. Endate và K. Watanabe ở Kitami.
Nó được đặt theo tên Emishi lord, Aterui.